# Martín Bernat

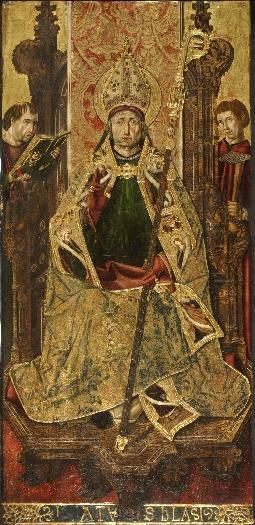
Sant Blai, oli sobre taula (93 x 192 cm), Museu de Saragossa

Martín Bernat (fl. 1450 -1505), va ser un pintor gòtic aragonès d'estil hispano-flamenc, actiu a Saragossa, on va col·laborar amb Bartolomé Bermejo.
Fill d'un altre pintor del mateix nom, documentat entre 1454 i 1488, consta que el 1477 titulant-se «escuder, pintor, habitant de Çaragoça», es va comprometre a acabar en el termini de dos anys el retaule major de Santo Domingo de Silos de Daroca, deixat conclòs per Bartolomé Bermejo. Del retaule, probablement desmantellat al segle xviii arran d'un incendi sofert per l'església, es conserven al Museu del Prado la taula central amb l'efígie del seu titular, probablement l'única acabada íntegrament per Bermejo, i la que representa el rei Ferran I de Castella acollint Santo Domingo de Silos, que segons la documentació seria obra de Bernat conclosa o retocada per Bermejo a les encarnacions.
Entre 1479 i 1484 apareix novament documentat en unió de Bartolomé Bermejo ocupat en la restauració de la policromia del retaule major de la Seu i en la pintura del retaule de Joan Lobera per a la capella de la Visitació del Pilar de Saragossa, al qual podria pertany una taula del Miracle de la Neu de col·lecció privada donada a conèixer recentment.
Aquesta col·laboració deixarà una profunda empremta en Bernat i, en termes generals, en la pintura aragonesa de finals del segle xv, on la tipologia del sant entronitzat creada per Bermejo a Daroca es repeteix amb freqüència, especialment en obres atribuïdes a Bernat o al seu cercle, com són el San Victorián entre san Gaudioso y san Nazariode la catedral de Barbastre o el Sant Blai entre sant Vicenç i sant Llorenç de la parròquia de Santa Maria Magdalena de Lécera.
Associat amb Miguel Ximénez van contractar el 1485 el retaule major de l'església parroquial de Blesa (Terol) dedicat a la Llegenda de la Santa Creu, actualment al Museu de Saragossa excepte alguns fragments menors. El fet que la majoria dels pagaments fossin destinats a Ximénez, que el 1487 cobrava ja en solitari, fa pensar que la participació de Bernat fos menor.
A ell i al seu taller s'atribueixen en aquest retaule les taules de més fort caràcter «primitiu» i major proximitat a Bermejo, que són les localitzades al sotabanc, amb la representació d'una sèrie de profetes, i les del carrer lateral dret, destinat a la Passió de Crist, amb les escenes de Jesús davant Caifàs, Jesús amb la creu a coll i Davallament.
Tots dos pintors, amb tallers independents però sovint associats en obres d'envergadura, van tornar a concertar el 1489 per contractar el retaule de Tots Sants per als agustins de Saragossa, obra perduda de la qual se sap que per la seva execució els dos pintors van viatjar a Barcelona en companyia d'un frare del convent aragonès, amb la finalitat d'estudiar el retaule major de Sant Agustí, obra de Jaume Huguet. Un any després va entrar en contacte amb el pintor català Fernando del Rincón, signant un pacte d'associació per a eventuals col·laboracions.
La documentació conservada, referida a un elevat nombre de contractes, indica que Bernat va gaudir d'una excel·lent reputació i va poder mantenir un taller fecund, la petjada s'adverteix en nombrosos retaules de l'àmbit aragonès, però les úniques obres documentades i conservades, amb l'excepció del retaule de Blesa, són ja tardanes, ambdues de 1493 i esmentades en les capitulacions matrimonials del pintor amb Maria de Sòria. Es tracta dels retaules per a la capella dels Talavera o de la Purificació a la catedral de Tarassona, amb interessants al·legories de les Virtuts i les arts liberals pintades a grisalla, i el de l'església de Sant Joan Baptista de Saidí, del qual es conserva la taula central al Museu de Lleida Diocesà i Comarcal.